# موندلیز
موندلیز (به انگلیسی: Mondelēz International) شرکت صنایع غذایی چندملیتی آمریکایی است، که در زمینه تولید و پخش مواد غذایی، شیرینی، غذای کودک، آب بسته‌بندی‌شده، فراورده‌های قندی، غذای حیوانات خانگی، اسنک و نوشیدنی فعالیت می‌نماید و مالک برندهایی چون اوریو، کدبری، نابیسکو، میلکا چاکلت، جیکوبس کافی، توبلرون و غیره می‌باشد، که ارزش آن‌ها بالغ بر میلیاردها دلار برآورد می‌شود.
ریشه‌های تأسیس این شرکت به سال ۱۹۲۳ و راه‌اندازی شرکت نشنال دیری بازمی‌گردد. این شرکت در سال ۱۹۳۰ توسط کرفت فودز خریداری شد. در سال ۲۰۱۲ این شرکت توسط گروهی از کارکنان کرفت فودز خریداری شد، سپس نام آن، به موندلیز تغییر پیدا کرد.
دفتر مرکزی این شرکت در شهر شیکاگو، ایلی‌نوی، ایالات متحده آمریکا قرار دارد و بخشی از سهام آن در بازار بورس نزدک معامله می‌شود. شرکت موندلیز هم‌اکنون محصولات خود را در بیش از ۸۰ کشور جهان عرضه می‌دارد.